# Хинотепе
Хинотепе (шпански изговор: [киноˈтепе]) је град и општина у департману Каразо у Никарагви. Граничи се са Манагвом, Масајом, Гранадом и Ривасом. Братски град Хинотепеа је Санта Круз у САД. Има око 53 хиљаде становника.

## Клима
Манагва, као и већина западне Никарагве, осим Сијере, има тропску климу са константним температурама у просеку између 28 и 32 °C.
Према Копеновој класификацији климе, град има тропску влажну и суву климу. Изразита сушна сезона постоји између новембра и априла, док се већина падавина прима између маја и октобра. Температуре су највише у марту и априлу, када сунце лежи директно изнад града и летње падавине тек треба да почну.

## Спорт
У граду се налази фудбалски клуб Ксилотепелт. Домаће утакмице играју на стадиону Естадио Педро Селва.